# 銀色 (紋章學)

瑞典Degerfors徽章使用了銀色

在紋章學中，銀色（argent）和金色並列為紋章的兩種金屬色之一，其語源來自於拉丁語的「argentum」一詞（意為白銀）。很多時候銀色可以和白色互換。